# Turbanella aminensis
Turbanella aminensis är en djurart som tillhör fylumet bukhårsdjur, och som beskrevs av Rao 1991. Turbanella aminensis ingår i släktet Turbanella och familjen Turbanellidae. Inga underarter finns listade i Catalogue of Life.